# Zygmunt Kazimierz Szukszta
Zygmunt Kazimierz (Krzysztof) Szukszta herbu Pobóg – podstoli kowieński w latach 1720-1721, strażnik wiłkomierski w latach 1700-1717, miecznik żmudzki w latach 1698-1708, mostowniczy żmudzki w latach 1697-1698.
W 1697 roku był elektorem Augusta II Mocnego z Księstwa Żmudzkiego.